# Omer paša Latas
Omer paša Latas (turško Ömer Lütfi Paşa, srbsko Омер-паша Латас, Omer-paša Latas) je bil osmanski feldmaršal in guverner, * 24. september 1806, Janja Gora, Avstrijsko cesarstvo, † 18. april 1871, Istanbul, Osmansko cesarstvo. 
Rojen je bil na avstrijskem ozemlju srbskim pravoslavnim staršem in je sprva služil kot avstrijski vojak. Ko so ga obtožili poneverbe, je leta 1823 pobegnil v osmansko Bosno, se spreobrnil v islam in vstopil v osmansko vojsko, kjer je hitro napredoval. Zadušil  je več uporov po celem Osmanskem cesarstvu in bil poveljnik v krimski vojni (1853-1856), kjer je premagal Ruse pri Silistri (1854). Kasneje je ponovno pridobil Bukarešto in zasedel donavske kneževine. Zmagal je tudi pri Oltenici, Jevpatoriji (1855) in sodeloval pri obleganju Sevastopola (1854–1855). Kot poveljnik je bil Omer paša znan predvsem po svojih odličnih strateških veščinah. 

## Mladost
Omer paša je bil rojen kot Mihajlo Latas. Po narodnosti je bil Srb in pravoslavni kristjan. Janja Gora v sedanji hrvaški Liki je takrat spadala v Vojno krajino Avstrijskega cesarstva.
Njegov oče Petar je služil v avstrijski vojski in bil sčasoma imenovan za podžupana ogulinskega okraja. Njegov stric je bil pravoslavni pop.  Mihajlo je bil bister in živahen otrok, čeprav precej bolehen. Razvil je strast do vojske in po koncu šolanja v Gospiću odšel v vojaško šolo v Zadar in bil sprejet kot kadet v očetov Ogulinski polk. Tam bi morda ostal, če ne bi iz vojaškega blagajne ukradel 180 forintov in bil obtožen za poneverbo. Da bi se izognil obsodbi, je pobegnil v Bosanski ejalet.

## Vojaška kariera
Po pobegu v Bosno se je nekaj časa težko preživljal. Leta 1828 so mu ponudili mesto vzgojitelja otrok turškega trgovca pod pogojem, da se spreobrne v islam. Po spreobrnitvi je prevzel novo ime Omer Lutfi. Velik prelom je za novopečenega Omerja zgodil,  ko se je trgovčeva  družina preselila v Carigrad. Z bistroumnim povezovanjem in nedvomno izkoriščanjem izkušenj nekdanjega avstrijskega vojaka je bil imenovan za predavatelja na Turški vojaški akademiji. Na tem položaju je dovolj zablestel, da so ga  imenovali za pomočnika poljsko-osmanskega generala Wojciecha Chrzanowskega, ki je po porazu janičarjev sodeloval pri reorganizaciji osmanske vojske. Zdaj kot major je Omer paša opravil kartografiranje v Bolgariji in  ob Donavi in pridobil podrobno znanje o terenu, ki mu je v prihodnosti dobro služilo. Chrzanowski je njegove ideje za reorganizacijo vojske predstavljal kot svoje in ga v zameno uvedel v osmansko družbo. Tam je Omer paša spoznal in se potem poročil z bogato dedinjo Advije Hanım, hčerko Çerkes Hafız Mehmed paše,  s čimer se je začel njegov meteorski vzpon v osmanskih vojaških krogih. Res je, da mu je poroka odprla vsa prava vrata, vendar je bil nedvomno izjemen poveljnik. Postal je tajnik prestolonaslednika Abdulmedžida I. in po njegovem prihodu na prestol leta 1839 napredoval v polkovnika. Kmalu zatem je bil imenovan za vojaškega guvernerja Carigrada. Njegova edina hči Safet Hanım se je poročila z Mustafo Celaletin pašo.
V letih 1840–1841 je zadušil upor v Siriji in leta 1842 postal  guverner Tripolijskega ejaleta (Libanon).  Izkazal se je tudi pri zatiranju albanskega upora 1843–1844, ki so ga vodili lokalni muslimanski aristokrati. Sledila je ekspedicija v Kurdistan po pokolih Asircev, ki so jih zagrešili kurdski emirji (1846). Po madžarski revoluciji leta 1848 je bil Omer paša postavljen za poveljnika osmanskih sil v Moldaviji in Vlaškii, kjer je v konfrontaciji z Avstrijo in Rusijo pokazal precejšnje diplomatske sposobnosti.
Sledilo je njegovo poveljevanje v Bosni (1850), kjer je usmrtil Ali-pašo Rizvanbegovića iz Stolca, ki je branil osmansko oblast med prejšnjim uporom in nato začel graditi svoj neodvisen center moči. Omer paša je v interesu centralne osmanske oblasti usmrtil, oropal in ukinil spoštovano zgodovinsko muslimansko  aristokracijo. Kot guverner Bosne in vodilni osmanski uradnik v regiji je napadel sosednjo Črno goro. Posredovali so Avstrijci in prisilili Porto, da umakne svojega predstavnika. Njegov odpoklic je bil za Osmansko cesarstvo ponižujoč, ker je pomenil popuščanje pred velikimi silami.
Poveljstvu v Bosni je po usmrtitvi Ali-paše Rizvanbegovića (1850) sledilo poveljstvo v Črni gori (1852), potem pa je izbruhnila krimska vojna.  Leta 1853 je uspešno obranil Calafat in pri  Oltenici v južni Romuniji premagal (po osmanskih poročilih) številčno močnejšo rusko vojsko pod poveljstvom neodločnega generala Pjotra Dannenburga. Po zmagi je vkorakal v Bukarešto. Ker osmanski ultimat ni bil upoštevan, je 27. oktobra 1853 s svojo vojsko vdrl čez reko Donavo in ustvaril tako imenovano vzhodno krizo. Velike sile so preklicale bližajoči se spopad in za pogajalsko mizo pomirile sprti Rusijo in Turčijo. Za začetek decembra je bil dogovorjen sestanek v Londonu, ki bi se ga moral udeležiti tudi Omer paša, vendar je pomorska bitka,  imenovana "pokol v Sinopeju", končala vsako upanje za mir.
Poveljstvu v Bosni je po usmrtitvi Ali-paše Rizvanbegovića (1850) sledilo poveljstvo v Črni gori (1852), potem pa je izbruhnila krimska vojna.  Leta 1853 je uspešno obranil Calafat in pri  Oltenici v južni Romuniji premagal (po osmanskih poročilih) številčno mnogo močnejšo rusko vojsko pod poveljstvom neodločnega generala Pjotra Dannenburga. Vkorakal je v Bukarešto. Ker osmanski ultimat ni bil upoštevan, je 27. oktobra 1853 s svojo vojsko vdrl čez reko Donavo in ustvaril tako imenovano vzhodno krizo. Velike sile so preklicale bližajoči se spopad in za pogajalsko mizo pomirile sprti Rusijo in Osmansko cesarstvo. Za začetek decembra je bil dogovorjen sestanek v Londonu, ki bi se ga moral udeležiti tudi Omer paša, vendar je pomorska bitka,  imenovana "pokol v Sinopeju", končala vsako upanje za mir. 
Januarja 1854 je prepričal lorda Raglana, da je okrepil obrambo  Varne, medtem ko so Francozi ostali globoko skeptični do Omerjeve strategije za zaščito boka turške vojske na Spodnji Donavi. Pogumna obramba garnizije v Silistri je prinesla neprecenljiv čas, potreben za  okrepitev in organiziranje zavezniških vojsk, ki so ves čas prihajale. Rusi so spoznali, da bo izguba njihovega nadzora nad Črnim morjem tehten razlog za začetek njihovega umika. Raglanovi poskusi prepričati Osmane, da bi Britanci z vdorom čez Prut izzvali protinapad Avstrijcev, niso uspeli. Omerjevo obvladovanje britanske vojske je pomagalo stabilizirati fronto na Krimu po januarju 1855, dokler niso končno prispele ladje za prevoz turških čet na Krim. Turške čete so ravno prispele iz Vlaške, ko je 19.000 Rusov pod generalporočnikom Krulevom napadlo garnizijo v Jevpatoriji. Napad 17. februarja 1855 je bil polomija, v kateri je bilo med močninm topniškim obstreljevanjem z britanskih  ladij ubitih 800 Rusov. 
Med kasnejše Omer pašine dosežke spada zavzetje Cetinja v Črni gori med črnogorsko-osmansko vojno (1861–1862), kar je veljalo za težak podvig. 
Omer paša, jasen in natančen vojaški mislec, je sprejemal drzne odločitve in jih neusmiljeno izvajal. Čeprav je slovel kot strog in neusmiljen disciplinar, so ga njegovi možje častili in spoštovali.   Bil je profesionalec s širolim pogledom na vojno, medtem ko so se drugi  ukvarjali z lokalnimi težavami. Zaveznikom se je morda ravno zato zdel  hladen in nezainteresiran, ko se je na konju prebijal skozi njihove vrste.